# 마쭈 열도
마쭈 열도(중국어: 馬祖列島, 병음: Mǎzǔ Lièdǎo, 마조열도)는 대만 해협 북쪽 중국 대륙 연안에 위치한 군도이다. 여러 섬들로 구성되어 있다. 중화민국 정부가 통치하고 있으며, 행정 구역상 푸젠성 롄장현에 속한다. 중화인민공화국에서는 처음에는 중화민국의 행정구역 개편을 인정하지 않고 쥐광은 원 행정구역인 창러에 속하는 것으로 분류했으나, 현대에 들어서는 마쭈 열도를 마쭈향으로 편성하고 있다.

## 같이 보기
- 홍콩
- 마카오
- 진먼현
- 롄장현 (중화인민공화국)